# Meppel
Meppel é um município dos Países Baixos, situado na província de Drente. Tem 57,03 km² de área e sua população em 2020 foi estimada em 34.125 habitantes.